# Coc de nous
El coc de nous és una coca típica de les Terres de l'Ebre. Per a la seua preparació s'hi incorporen els ingredients batent les clares amb el rovell d'ou, i després s'hi afegix la farina i les nous, i en acabant, la mantega. Es disposen en motles rectangulars, greixats i enfarinats, plens fins a la mitat de la seua capacitat màxima.
La seua recepta inclou aigua, nous en pols, mantega de vaca desfeta, sucre, ou, farina, llevat de parís i sal.